# 唐岗水库
唐岗水库是中国河南省郑州市荥阳市境内的一座水库，位于枯河上，建于1958年。水库正常库容为447万立方米，集雨面积为160平方千米，海拔为118米。